# Fancy Nancy Clancy
Fancy Nancy Clancy (ang. Fancy Nancy, od 2018) – amerykański serial animowany stworzony przez Anne Smith oraz wyprodukowany przez wytwórnię Disney Television Animation. Serial bazowany na podstawie książki Fancy Nancy autorstwa Jane O’Connor.
Premiera serialu odbyła się w Stanach Zjednoczonych 13 lipca 2018 na amerykańskim Disney Junior. W Polsce premiera serialu odbyła się 31 grudnia 2018 na antenie polskiego Disney Junior jako zapowiedź, natomiast regularna emisja ruszyła tydzień później, 7 stycznia.

## Fabuła
Serial opisuje perypetie sześcioletniej dziewczynki Nancy Margaret Clancy, która jest utalentowaną baletnicą i uwielbia fantazyjne rzeczy. Energiczna, pełna barw fantazji i radości Nancy pobudzi nie tylko kreatywność u najmłodszych dzieci, ale także pomoże pociechom w poznawaniu otaczającego ich świata.

## Spis odcinków

### Seria 1 (2018–19)
| Nr | Tytuł                                                               | Tytuł polski                                                        | Premiera             | Premiera w Polsce                                 |
| -- | ------------------------------------------------------------------- | ------------------------------------------------------------------- | -------------------- | ------------------------------------------------- |
| 1  | Chez Nancy / School de Fancy                                        | Chez Nancy / Szkoła dobrych manier                                  | 13 lipca 2018        | 31 grudnia 2018 (A) 7 stycznia 2019 (B)           |
| 2  | Tea Party Trouble / Bonjour Butterfly                               | Problem przy herbatce / Bonjour, motylku                            | 13 lipca 2018        | 8 stycznia 2019 (A) 9 stycznia 2019 (B)           |
| 3  | Nancy’s Ooh La La Spa / Nancy Goes to Work                          | Ulala Spa / Nancy idzie do pracy                                    | 20 lipca 2018        | 10 stycznia 2019 (A) 11 stycznia 2019 (B)         |
| 4  | Nancy Versus Dudley / Nancy Makes Her Mark                          | Nancy kontra Dudley / Nancy zostawia ślad                           | 27 lipca 2018        | 14 stycznia 2019 (A) 15 stycznia 2019 (B)         |
| 5  | Nancy’s Devine Sleepover / Nancy’s Sacre Bleu Fondue                | Nocowanie u pani Cudnej / Fondue u Nancy                            | 3 sierpnia 2018      | 16 stycznia 2019 (A) 17 stycznia 2019 (B)         |
| 6  | Nancy’s Dog Show Disaster / The Case of the Disappearing Doll       | Kłopot na wystawie psów / Zaginiona lalka                           | 10 sierpnia 2018     | 18 stycznia 2019 (A) 21 stycznia 2019 (B)         |
| 7  | La Danse of Friendship / Shoe La La!                                | Taniec przyjaźni / Buciki marzeń                                    | 17 sierpnia 2018     | 22 stycznia 2019 (A) 23 stycznia 2019 (B)         |
| 8  | Camp Fancy / Nancy’s Vanity D’Art                                   | Biwak u Clancych / Nowa toaletka Nancy                              | 24 sierpnia 2018     | 24 stycznia 2019 (A) 25 stycznia 2019 (B)         |
| 9  | Toodle-oo, Miss Moo / Nancy Clancy, Starmaker                       | Do widzenia, Krówko Mu / Nancy Clancy przedstawia                   | 21 września 2018     | 28 stycznia 2019 (A) 29 stycznia 2019 (B)         |
| 10 | Le Café Parfait / Mademoiselle Mom                                  | Le Café Parfait / Mademoiselle mama                                 | 28 września 2018     | 30 stycznia 2019 (A) 31 stycznia 2019 (B)         |
| 11 | Nancy’s Costume Clash / Nancy’s Ghostly Halloween                   | Bitwa o kostium / Niespodziewany gość na halloween                  | 5 października 2018  | 21 października 2019 (A) 22 października 2019 (B) |
| 12 | Grow Up, Jo Jo! / Nancy’s Supréme Night Out                         | JoJo, dorośnij! / Królewska kolacja Nancy                           | 19 października 2018 | 1 lutego 2019 (A) 14 maja 2019 (B)                |
| 13 | Ice Skater Extraordinary / Nancy L’Artiste                          | Łyżwiarka piękna i szykowna / Nancy L’Artiste                       | 2 listopada 2018     | 11 listopada 2019                                 |
| 14 | Vive La Révolution! / Million Dollar Minnow                         | Vive La Révolution! / Jak syrena w wodzie                           | 16 listopada 2018    | 13 maja 2019                                      |
| 15 | Au Revoir, Jean-Claude / Je Spy with My Little Eye                  | Au Revoir, Jean-Claude / Moje małe podglądanie                      | 30 listopada 2018    | 15 maja 2019 (A) 16 maja 2019 (B)                 |
| 16 | Nancy and the Nice List                                             | Nancy i lista grzecznych dzieci                                     | 14 grudnia 2018      | 11 grudnia 2019                                   |
| 17 | What’s Bugging Nancy? / Nancy Clancy, Pet Psychic!                  | Nancy i robaki / Nancy Clancy, zwierzęce medium                     | 11 stycznia 2019     | 17 maja 2019 (A) 20 maja 2019 (B)                 |
| 18 | Nancy, La Poete / Mon Amie… Grace?                                  | Nancy, La Poete / Mon Amie... Grace?                                | 1 lutego 2019        | 23 maja 2019 (A) 24 maja 2019 (B)                 |
| 19 | The Amazing Adventures of Grammy and Poppy / Un, Deux, Cha Cha Cha! | Niezwykłe przygody Babuni i Dziadunia / Un, Deux, Cha Cha Cha!      | 22 lutego 2019       | 21 maja 2019 (A) 22 maja 2019 (B)                 |
| 20 | The Imaginary Invalide / Nancy Hops to It!                          | Udawane "invalide" / Wielki wyścig Nancy                            | 8 marca 2019         | 12 listopada 2019                                 |
| 21 | Nancy’s Friendship Faux Pas / Nancy’s Parcel Pursuit                | Towarzyskie Faux Pas Nancy / Nancy szuka Parcela                    | 5 kwietnia 2019      | 13 listopada 2019                                 |
| 22 | Easter Bonnet Bug-A-Boo / The Great Easter Bunny Stakeout           | Owadzi kapelusz wielkanocny / W poszukiwaniu wielkanocnego zajączka | 12 kwietnia 2019     | 14 listopada 2019                                 |
| 23 | In the Know With Nancy / Nancy’s Parfait Pony                       | Nowinki ze świata Nancy / Parfait kucyk Nancy                       | 7 czerwca 2019       | 15 listopada 2019 (A) 18 listopada 2019 (B)       |
| 24 | Nancy's BFF Babysitter / Let's Break a Deal!                        | Opiekunka czy przyjaciółka? / Zerwijmy umowę                        | 19 lipca 2019        | 19 listopada 2019 (A) 20 listopada 2019 (B)       |
| 25 | Arts and Crafty / Super Nancy                                       | Przebiegła artystka / Super Nancy                                   | 9 sierpnia 2019      | 21 listopada 2019 (A) 22 listopada 2019 (B)       |

### Seria 2 (od 2019)
| Nr | Tytuł                                                      | Tytuł polski                                        | Premiera            | Premiera w Polsce                                 |
| -- | ---------------------------------------------------------- | --------------------------------------------------- | ------------------- | ------------------------------------------------- |
| 26 | The Return of Dudley / Nancy Quits the Clancy's            | Powrót Dudleyego / Nancy się wyprowadza             | 4 października 2019 | 26 października 2020 (A) 27 października 2020 (B) |
| 27 | Nancy's Parfait Birthday! / Nancy Finds a Rainbow          | Parfait urodziny Nancy / Nancy znajduje tęczę       | 10 stycznia 2020    | 3 listopada 2020 (A) 4 listopada 2020 (B)         |
| 28 | Paris, Adieu! / Nancy's Fancy Heirloom                     | Adieu, Paryżu / Piękna pamiątka Nancy               | 24 stycznia 2020    | 28 października 2020 (A) 29 października 2020 (B) |
| 29 | Roses are Red, JoJo is Blue / Love, Lionel                 | Na górze róże, a JoJo smutna / Uściski, Lionel      | 14 lutego 2020      | 5 listopada 2020 (A) 6 listopada 2020 (B)         |
| 30 | Nancy and the Mermaid Ballet / Operation: Fix Marabelle!   | Nancy i syreni balet / Operacja: naprawić Marabelle | 28 lutego 2020      | 30 października 2020 (A) 2 listopada 2020 (B)     |
| 31 | Bon Voyage, Nancy! / Nancy's New Friend                    | Bon Voyage, Nancy! / Nowy kolega Nancy              | 2 kwietnia 2020     | 3 maja 2021                                       |
| 32 | Frenchy, Mon Amour / Nancy's Favorite Grandpa              | Mój kochany Frenchy / Najlepszy dziadek na świecie  | 26 kwietnia 2020    | 5 maja 2021                                       |
| 33 | Nancy Takes The Case / The Dynamic Deux                    | Nancy na tropie / Dziarski duet                     | 7 czerwca 2020      | 22 lutego 2021                                    |
| 34 | The Whisper Heard Round The World / Nancy Braves the Storm | Tajemnica na cały świat / Nancy i burza             | 14 czerwca 2020     | 4 maja 2021                                       |
| 35 | Nancy Rocks the Boat / Spring Dress Mess                   | Nancy na łódce / Sukienkowe porządki                | 5 lipca 2020        | 6 maja 2021                                       |
| 36 | The Astonishing Jonathan / Nancy Starts A Business         | Zachwycający Jonathan / Nancy rozkręca biznes       | 16 sierpnia 2020    | 23 lutego 2021                                    |
| 37 | Trois Cheers for Mrs. Devine / Escar-No!                   | Pocieszenie pani Cudnej / Tylko nie ślimaki         | 6 września 2020     | 25 lutego 2021                                    |
| 38 | Tea for Three / Nancy and Bree Take a Vacation             | Herbatka dla trojga / Nancy i Bree mają wakacje     | 20 września 2020    | 25 lutego 2021                                    |
| 39 | Bree's House Rules / A Thousand Times Non!                 | Zasady w domu Bree / Tysiąc razy nie                | 4 października 2020 | 7 maja 2021                                       |
| 40 | Le Boy Next Door / Nancy's Looth Tooth                     | --- / ---                                           | 8 listopada 2020    | nieemitowany                                      |
| 41 | Attention, S'il Vous Plaît! / Copy Cat JoJo                | --- / ---                                           | 15 listopada 2020   | nieemitowany                                      |
| 42 | Who's the Boss / Little Miss Lettuce                       | --- / ---                                           | 22 listopada 2020   | nieemitowany                                      |
| 43 | Battle for the Cul-de-Sac / Sally Merry Clancy             | --- / ---                                           | 6 grudnia 2020      | nieemitowany                                      |
| 44 | New Year's Nancy / Nancy's Gift to Grandpa                 | --- / ---                                           | 27 grudnia 2020     | nieemitowany                                      |
| 45 | Goodbye, Dolly! / Nancy's Soccer Encore                    | Żegnaj, laleczko / Piłkarska powtórka               | 3 stycznia 2021     | 26 lutego 2021                                    |
| 46 | Leaders of Le Pack / JoJo and the Unicorn                  | --- / ---                                           | 17 stycznia 2021    | nieemitowany                                      |
| 47 | Pajama Drama / Chirp Trouble                               | --- / ---                                           | 14 lutego 2021      | nieemitowany                                      |
| 48 | Classical Nancy / Nancy's Twin Advice                      | --- / ---                                           | 14 marca 2021       | nieemitowany                                      |
| 49 | Nancy Runs Her Own Race / JoJo Does the Dirty Work         | --- / ---                                           | 28 marca 2021       | nieemitowany                                      |
| 50 | The Momover / Nancy’s To-Do List                           | --- / ---                                           | 9 maja 2021         | nieemitowany                                      |